# Стелаж
Стелажът представлява съвкупност от рафтове използвани за съхранение на стоки или предмети.
Стелажи се използват основно в търговията, където се различават палетни стелажи, индустриални стелажи, рафтови стелажи, конзолни стелажи.
Стелажи се ползват в складове, библиотеки и офиси. 
Съществуват и съвкупности от стелажи наричани стелажни стопанства и мецанин конструкции.

### Стелажи за склад
Стелажите за склад са важен елемент от логистичната и складова индустрия, който значително улеснява организацията, съхранението и достъпа до различни видове стоки. Те представляват структурирани системи от рафтове и други елементи, които са предназначени да максимизират използваемото пространство в склада и да подобрят ефективността на операциите.

#### Видове стелажи за склад
Съществуват различни видове стелажи за склад, които отговарят на различни нужди и изисквания:
1. Палетни стелажи: Тези стелажи са предназначени за съхранение на палетизирани товари. Те осигуряват лесен достъп до всяка палета и позволяват ефективно използване на вертикалното пространство.[2]
2. Конзолни стелажи: Използват се за съхранение на дълги и обемисти предмети като тръби, дървен материал или метални профили. Конструкцията им позволява лесно натоварване и разтоварване на тези специфични стоки.
3. Мобилни стелажи: Тези стелажи могат да се движат по релси, което позволява оптимизиране на пространството. Те са особено полезни в складове с ограничено пространство.
4. Мезанинни системи: Представляват многоетажни стелажни системи, които позволяват използването на височината на склада. Те създават допълнителни нива за съхранение и работа, без необходимостта от разширяване на площта на склада.
5. Самоносещи складове: Самоносещите складове представляват конструкции, при които самата стелажна система служи за носеща структура на сградата. Те позволяват изграждането на високи автоматизирани складове без нужда от допълнителна поддържаща конструкция, като по този начин се спестява място и разходи.
6. Мобилни бази: Мобилните стелажни системи се монтират върху релсови основи и позволяват преместване на цели секции. Това дава възможност да се отваря достъп само до конкретна част от склада, което значително увеличава капацитета на съхранение при ограничено пространство.[3]